# Superocéan

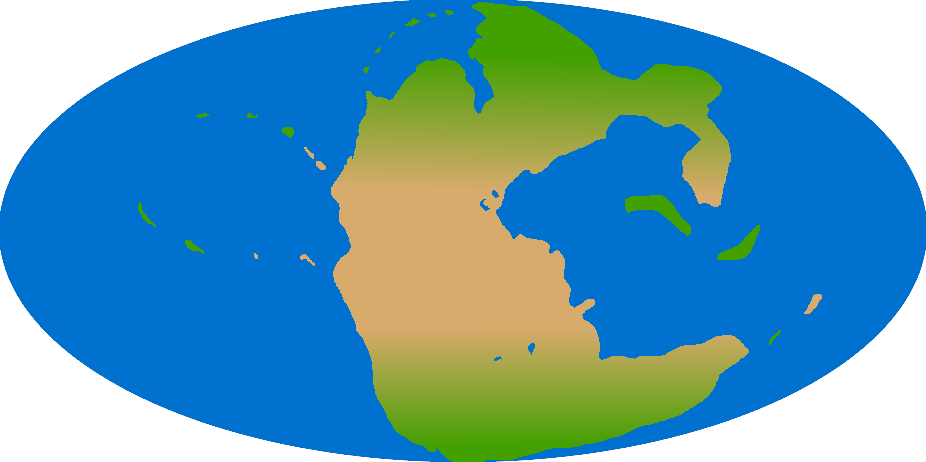
La Pangée, entourée d'un superocéan, la Panthalassa.

Un superocéan est un océan qui entoure un supercontinent. Alternativement, il peut être défini comme un océan plus grand que l'océan Pacifique. Certains d'entre eux ont reçu un nom tels Mirovia qui entourait Rodinia ou Panthalassa autour de la Pangée. 
Comme les eaux de surface peuvent s'y déplacer d'est en ouest sans rencontrer d'obstacle, l'exposition à la lumière du soleil tend à réchauffer la bordure occidentale qui devient alors plus chaude que l'orientale. En outre, les changements saisonniers de température sont beaucoup plus rapide dans les terres, sans doute en raison de moussons plus puissantes. Les mécanismes qui régissent le fonctionnement des superocéans ne sont cependant pas encore bien compris.

## Superocéans reconnus

### Passés
Ces superocéans sont identifiés à partir de considérations géologiques et archéologiques :
- Nealbara (Vaalbara) ;
- Gyrosia (Ur) ;
- Lerova (Kenorland) ;
- Océan Atlanto-Pacifique (Columbia) ;
- Mirovia (Rodinia) ;
- Océan Pan-Africain (Pannotia) ;
- Panthalassa (Pangée).

### Futurs
Ces superocéans sont définis à partir de nos connaissances actuelles sur l'évolution à long termes des mouvements de la tectonique des plaques. Selon les théories, plusieurs océans ont été envisagés.
- Océan Mega Pacifique (Pangée ultime) ;
- Océan Super Atlantique (Amasie) ;
- Océan Super Indien (Amasie) ;
- Océan Indo-Atlantique (Nouvelle Pangée).